# Gurgaon Rural
Gurgaon Rural là một thị trấn thống kê (census town) của quận Gurgaon thuộc bang Haryana, Ấn Độ.

## Nhân khẩu
Theo điều tra dân số năm 2001 của Ấn Độ, Gurgaon Rural có dân số 17.100 người. Phái nam chiếm 54% tổng số dân và phái nữ chiếm 46%. Gurgaon Rural có tỷ lệ 70% biết đọc biết viết, cao hơn tỷ lệ trung bình toàn quốc là 59,5%: tỷ lệ cho phái nam là 76%, và tỷ lệ cho phái nữ là 63%. Tại Gurgaon Rural, 15% dân số nhỏ hơn 6 tuổi.